# Немеш, Ласло
Немеш Елеш Ласло (венг. Nemes Jeles László; род. 18 февраля 1977, Будапешт, Венгрия) — венгерский кинорежиссёр, сценарист, продюсер и актёр.

## Биография
Родился в Будапеште в еврейской семье, сын режиссёра Андраша Елеша. В 1989—2003 годах Ласло Немеш жил в Париже и изучал в университете историю, литературу, международные отношения и сценаризм.
С 2001 года он начал подрабатывать помощником режиссёров в Венгрии и во Франции. С 2005—2007 годы Ласло Немеш работал помощником Бела Тарра в фильме «Человек из Лондона». В сентябре 2006 года Ласло переехал в Нью-Йорк, где стал учиться на режиссёра в Школе искусств Тиш. Короткометражный фильм Ласло Немеша «Каунтерпарт» (2008) был представлен на кинофестивалях таких городов, как: Бухарест, Бергамо, Валенсия. В сентябре 2008 года Ласло Немеш становится членом Европейской киноакадемии. С 2011 года Ласло начал продумывать сценарий к фильму «Сын Саула». Огромное количество наград Ласло Немеш получил в 2015 году именно за этот фильм.

## Фильмография
| Год  | Название                                        | Участие                       |
| ---- | ----------------------------------------------- | ----------------------------- |
| 1999 | Прибытие (короткометражка)                      | режиссёр, сценарист           |
| 2004 | Жизнь в воздухе (короткометражка)               | помощник режиссёра            |
| 2005 | Перед рассветом (короткометражка)               | помощник режиссёра            |
| 2007 | Приложив немного терпения (короткометражка)     | режиссёр, сценарист           |
| 2007 | Человек из Лондона                              | помощник режиссёра            |
| 2008 | Каунтерпарт (короткометражка)                   | режиссёр, сценарист           |
| 2010 | The Gentleman Takes His Leave (короткометражка) | режиссёр, сценарист, продюсер |
| 2015 | Зеро                                            | актёр                         |
| 2015 | Сын Саула                                       | режиссёр, сценарист           |
| 2018 | Закат                                           | режиссёр, сценарист           |

## Награды
- 2007: 38-й Венгерский кинофестиваль — премия за лучший короткометражный фильм (Приложив немного терпения)
- 2008: «Премия Европейской киноакадемии» — Лучший короткометражный фильм (Приложив немного терпения)
- 2008: Фестиваль короткометражных фильмов — «Премия Европейской киноакадемии» за лучший европейский короткометражный фильм (Приложив немного терпения)
- 2009: Венецианский кинофестиваль — премия «Cinema Jove» (Каунтерпарт)
- 2010: 41-й Венгерский кинофестиваль — премия за лучшего короткометражного режиссёра (The Gentleman Takes His Leave)
- 2015: Каннский кинофестиваль 2015 — премия «Гран-при» (Сын Саула)
- 2015: Каннский кинофестиваль 2015 — премия «ФИПРЕССИ» (Сын Саула)
- 2015: Каннский кинофестиваль 2015 — премия «Премия Франсуа-Шале» (Сын Саула)
- 2015: Сараевский кинофестиваль — специальный приз за лучший художественный фильм
- 2016: Премия имени Кошута
- 2016: Премия «Оскар» за лучший фильм на иностранном языке (Сын Саула)
- 2018: 75-й Венецианский кинофестиваль — премия «ФИПРЕССИ» (Закат)[7]